# Lucien Blumer
Pour les articles homonymes, voir Blumer.
Lucien Blumer (né le 14 octobre 1871 à Strasbourg et mort le 9 juillet 1947 à Strasbourg) est un peintre impressionniste alsacien, aquarelliste, illustrateur, photographe et collectionneur.
Il est cité par François Lotz, dans son livre Les Peintres alsaciens comme étant d’un point de vue artistique « le plus alsacien des peintres », sa peinture reflète effectivement avec beaucoup de charme et de compréhension les scènes de l’art de vivre rural du début du XXe siècle.

## Biographie

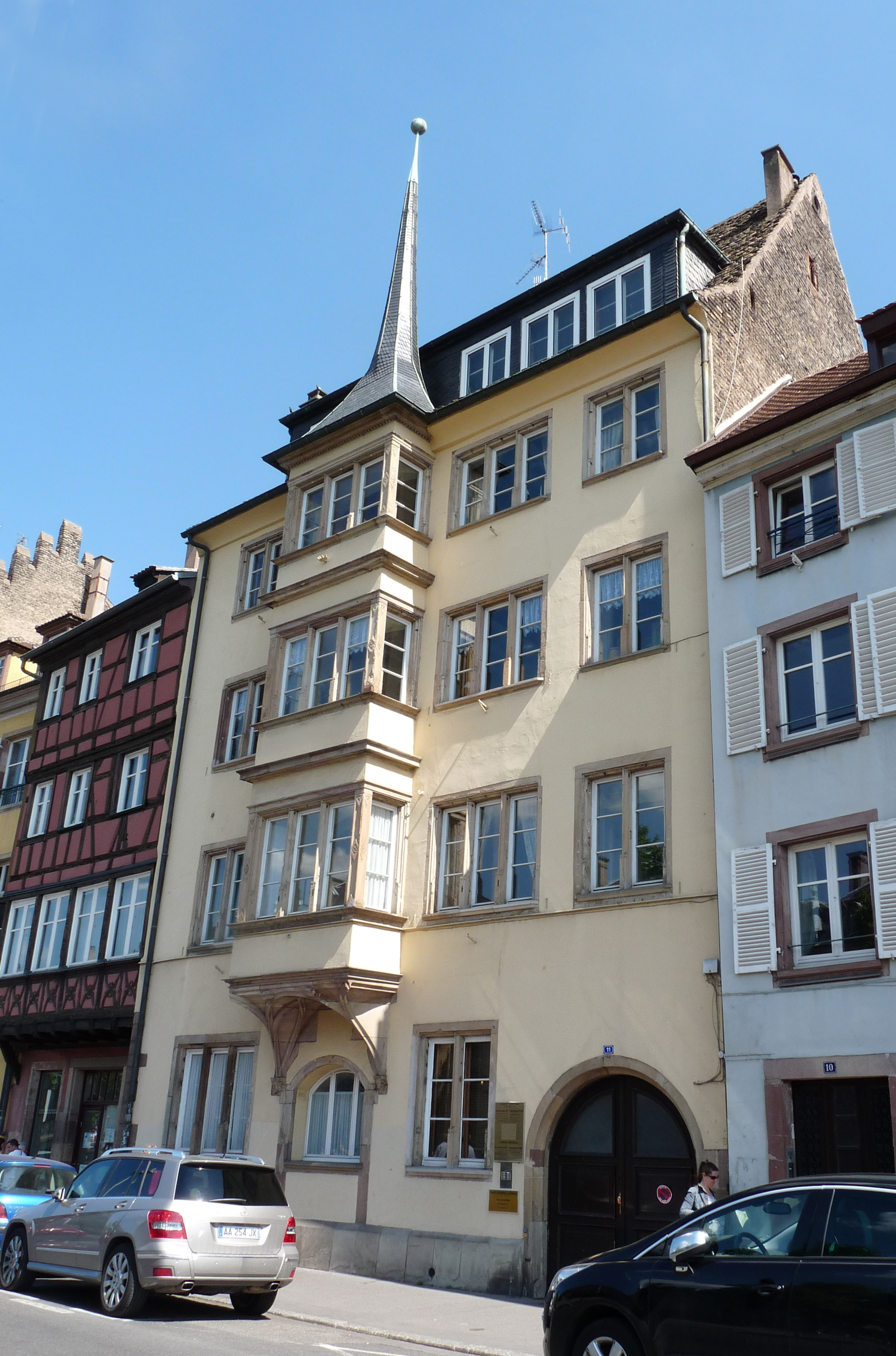
L'immeuble où il vécut à Strasbourg.

Né dans une famille francophile, Lucien Blumer a suivi la formation traditionnelle des artistes alsaciens de l'époque, en allemand, de Karlsruhe à Paris sans oublier sa langue maternelle. Depuis le traité de Francfort le 10 mai 1871 et l'annexion de l'Alsace au Reich, Strasbourg est devenue la capitale du Reichsland, « région d'Empire ». Ayant étudié en Allemagne et été éduqué à la manière germanique, il parle allemand, mais ne se sent pas Allemand. Comme nombre d'artistes alsaciens de cette époque, il est immergé dans la culture française. Il maîtrise parfaitement la langue française parlée et écrite comme l'attestent plusieurs articles dans la revue L'Alsace française en 1929 Il a notamment créé le groupe du Kunschthafe, en 1899 avec ses amis du Cercle de Saint-Léonard, Stoskopf, Spindler pour la préservation de la culture alsacienne face à une germanisation à outrance. C'est l'époque où les artistes fréquentent les Stammtisch, lieux d'échanges et de convivialité. Au fil des années, le groupe du Kunschthafe est à l'origine des discussions autour du changement de nom de la revue Images alsaciennes en Revue alsacienne illustrée (1898), la création du Musée alsacien, du Salon des arts de la Revue alsacienne illustrée chez Bader-Nottin, de la Maison d'art alsacienne ou encore du théâtre alsacien. 
À 26 ans, en 1897, il présente sa première exposition à la Société des amis des arts.
Il côtoyait d’autres artistes célèbres d’Alsace tel Charles Spindler avec qui il contribua à la création du Musée alsacien et fut élève de Lothar von Seebach.
Son domicile principal fut un immeuble au 11, quai des Bateliers à Strasbourg, à deux pas du Musée alsacien.
Lucien Blumer succède à Gustave Stoskopf à la présidence de l'AIDA (association des artistes indépendants d'Alsace) en 1919.
Sa résidence secondaire se situe à Gertwiller ; il y fit ériger une tour du haut de laquelle il avait un beau panorama, cet atelier lui permettait d’avoir un angle de vue de tout le village, il y trouvait ainsi l’inspiration et y recevait ses hôtes. À l’époque où sa mère ne pouvait plus marcher, il la portait sur son dos pour la monter dans la tour d’où elle pouvait ainsi suivre l’animation du village. Lucien Blumer a réalisé de nombreuses photographies de Gertwiller et des villes et villages d'Alsace.

## Œuvres

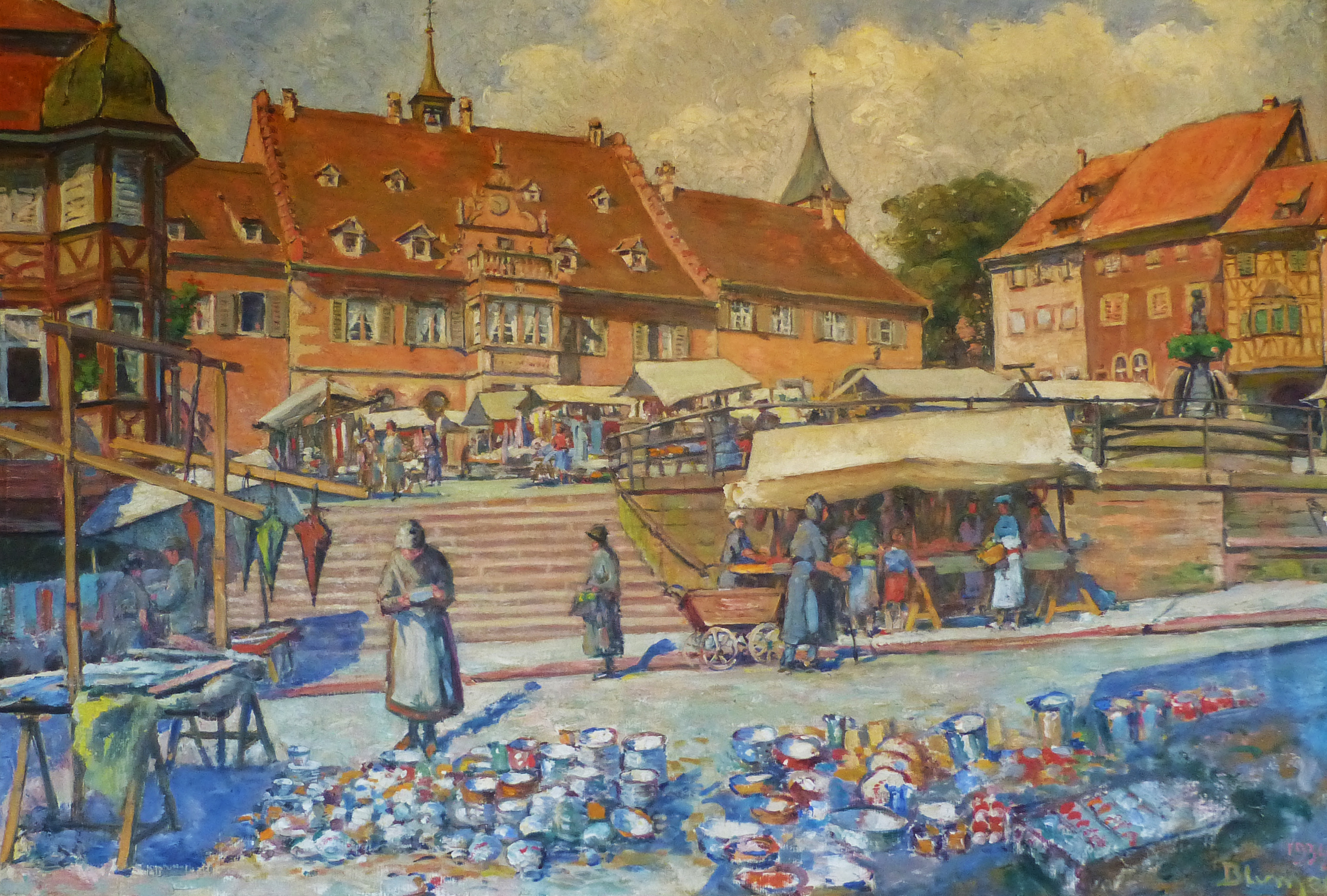
Vue de Barr (1934) au musée de la Folie Marco.